# Klaus Tschütscher
Klaus Tschütscher (Vaduz, 1967. július 28.) liechtensteini politikus, 2009 és 2013 között országa miniszterelnöke, 2005 és 2009 között a VU-FBP koalíciós kormány miniszterelnök-helyettese. Azt követően mondott le a miniszterelnökségről, hogy pártja, az Anyaországi Unió (VU) elvesztette a választásokat és az FBP (Haladás Polgári Párt) lett a nagyobbik kormánypárt, a VU pedig kénytelen volt kisebbik kormánypárttá válni.

## Gyermek - és ifjúkora
Klaus Tschütscher Vaduzban járt középiskolába, majd a St. Galleni egyetemen tanult 1987-1993 között jogtudományt. Tanulmányai befejezése után, 1996-ban doktorátust is szerzett. 1995-1996 között az egyetem tudományos munkatársa volt, majd 1996-ban visszatért Liechtensteinbe. Később a liechtensteini adóhivatal vezetője lett. 1998 és 2005 között volt Tschütscher a Liechtensteini Főiskola részmunkaidős oktatója volt.

## Politikusi pályája
Klaus Tschütscher a liechtensteini küldöttség tagja volt a liechtensteini-EU tárgyalások ideje alatt, amikor is arról tárgyaltak, hogy a Liechtenstein által megszerzett és megtakarított EU-jövedelmeket megadóztassák-e. 2001 óta a nemzetközi adójogi fejlesztések állandó munkacsoport elnöke. 2002-2004 között részmunkaidőben a Zürichi Egyetemen tanított. 2005 márciusában bekerült a Liechtensteini Parlamentbe, miután pedig az FBP, a 2001-ben többséget szerzett kormánypárt elveszítette az abszolút többségét a parlamentben, Otmar Hasler újraválasztott miniszterelnök helyeket ajánlott a VU-nak a parlamenti többség meglétéért cserébe. Klaus Tschütscher így az új, koalíciós kormány miniszterelnök-helyettese lett és az igazságügyi, üzleti és a sportügyminisztériumok irányítását kapta meg. 2009-ben az Anyaországi Unió (Vaterländische Union, VU) meglepő módon a legerősebb liechtensteini párt lett, emiatt az FBP-s Otmar Hasler lemondani kényszerült. A parlament Klaus Tschütschert, a VU egyik vezető politikusát választotta meg az alig harmincezres hercegség miniszterelnökévé. 2009 és 2013 között tehát Klaus Tschütscher volt Liechtenstein miniszterelnöke. 2013-ban nem indult a választásokon, hanem helyette a volt rendőrfőnök, az FBP-s Adrian Hasler lett a miniszterelnök. Jelenleg egy család - és esélyegyenlőségi hivatalnál dolgozik.

## Fordítás
- Ez a szócikk részben vagy egészben  a   Klaus Tschütscher című német Wikipédia-szócikk ezen változatának fordításán alapul.  Az eredeti cikk szerkesztőit annak laptörténete sorolja fel. Ez a jelzés csupán a megfogalmazás eredetét és a szerzői jogokat jelzi, nem szolgál a cikkben szereplő információk forrásmegjelöléseként.